# Richard McCreery
Richard Loudon McCreery (1 de febrero de 1898, Bilton Park, Rugby - 18 de octubre de 1967) fue un militar británico que alcanzó el grado de general en el Ejército británico, destacando por su actuación durante la Segunda Guerra Mundial en las campañas del África del Norte y de Italia, inicialmente como jefe de Estado Mayor del general Harold Alexander en la Segunda Batalla de El Alamein para finalizar con el mando, desde el 1 de octubre de 1944 y hasta el final de la guerra, del 8.º Ejército.

## Primeros años
Richard (Dick) Loudon McCreery nació el 1 de febrero de 1898 en Bilton Park (Rugby, Inglaterra), siendo el hijo mayor de Walter A. McCreery. Su madre era Emilia McAdam, una descendiente directa del ingeniero escocés John Loudon McAdam, conocido entre sus contemporáneos como el coloso de las carreteras por su invención de un proceso específico de pavimentación de las mismas. Los logros de John McAdam todavía hoy son recordados, incluso en castellano, con la palabra macadán, un tipo de firme aplicado a las carreteras.
Dick McCreery fue educado en el Colegio Eton y en la Real Academia de Sandhurst. Como muchos otros jóvenes idealistas de su generación, McCreery exageró su edad para así poder ingresar en el Ejército británico en los inicios de la Primera Guerra Mundial.

## La Primera Guerra Mundial
McCreery se alistó en el 12.º Regimiento de Lanceros Reales del Príncipe de Gales (hoy en día 9.º/12.º Regimiento de Lanceros Reales del Príncipe de Gales) en 1915, y sirvió en el Frente Occidental, más concretamente en Francia, de 1915 a 1917 y desde agosto hasta noviembre de 1918, el final de la guerra. Resultó herido en servicio activo, y recibió la MC (Military Cross, Cruz Militar) en 1918.

## Período de entreguerras
McCreery fue designado como ayudante de su Regimiento en diciembre de 1921, siendo en el momento de su nombramiento la persona más joven que nunca hubiese ocupado dicho cargo.
Entre 1935 y 1938 fue oficial al mando del 12.º Regimiento de Lanceros Reales, la misma unidad en la que había transcurrido hasta el momento la totalidad de su carrera militar.
Los años del período de entreguerras fueron para McCreery también un período de importantes logros deportivos (véase el apartado de equitación más abajo). Su habilidad excepcional como jinete la logró a pesar de la pérdida de varios dedos del pie y de tener un agujero en un músculo de su pierna derecha, como consecuencia de la herida sufrida durante la Primera Guerra Mundial, que le comportó una pronunciada cojera para el resto de su vida.
En 1928 McCreery contrajo matrimonio con Lettice St. Maur, hija del comandante lord Percy St. Maur (el hermano más joven del 15.º duque de Somerset) y de Violet White.
Los años de entreguerras trajeron también aspectos trágicos para McCreery. En 1921 uno de sus hermanos más jóvenes, Roberto, fue asesinado en Irlanda por terroristas republicanos, cuando servía en el Ejército británico, aunque se encontraba en la reserva (véase Guerra Anglo-irlandesa). Jack McCreery, el hermano más joven, que era un dramaturgo en el West End de Londres, se suicidó.

## La Segunda Guerra Mundial

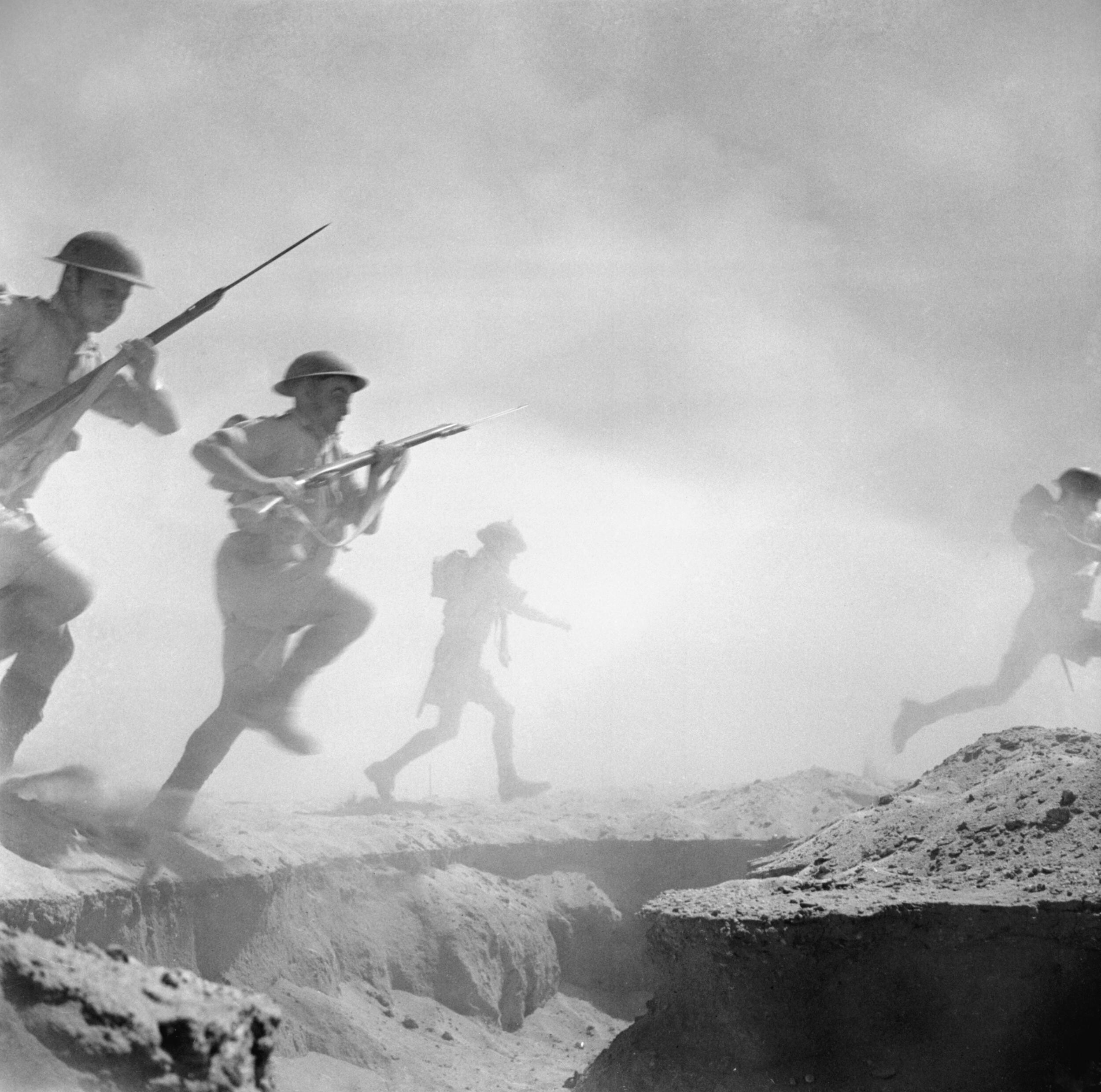
La infantería del 8.º Ejército en la Segunda Batalla de El Alamein.

Durante la Segunda Guerra Mundial, en 1940 McCreery tomó parte en la batalla de Francia, hacia el final de la cual estuvo al mando de la 2.ª Brigada Blindada, momento en que se encontró luchando junto al general Charles de Gaulle. McCreery quedó impresionado por de Gaulle, por su forma de dirigir de un contraataque en Abbeville contra los carros de combate alemanes, y seguiría siendo un admirador del general francés en los años siguientes.
McCreery era un experto acerca del empleo de vehículos ligeros blindados (un tipo de vehículos que no dejaban de ser el equivalente mecanizado a la caballería del cual su Regimiento había formado parte). Por ese motivo, su siguiente destino en la Segunda Guerra Mundial fue como consejero para vehículos ligeros blindados en Oriente Medio (de marzo a agosto de 1942), donde ejerció como consejero principal del general Claude Auchinleck acerca de estos temas. Ocupó sucesivamente los cargos de jefe del Estado Mayor del mando de Oriente Medio, y luego el de jefe del Estado Mayor del 18.º Grupo de Ejércitos en la Campaña en África del Norte, entre 1942 y 1943.
Fue durante este último cargo cuando McCreery, en tanto que jefe de Estado Mayor del mariscal Harold Alexander, el superior inmediato de Montgomery durante la Segunda Batalla de El Alamein, tuvo un papel destacado en la planificación de dicha batalla, en la que los carros de combate jugaron una parte tan significativa para derrotar al Afrika Korps de Erwin Rommel.
En julio de 1943 se concedió a McCreery el mando del X Cuerpo de Ejército en la campaña de Italia, que jugó un papel clave en los aterrizajes de tropas durante el desembarco en Salerno, desembarco que fue objeto de controversias, así como en la batalla de Monte Cassino o en las operaciones para la conquista de Roma el 4 de junio de 1944. En septiembre de 1943 McCreery intentó reprimir el llamado Motín de Salerno del X Cuerpo.
McCreery fue armado caballero en el campo de batalla en julio de 1944 por el rey Jorge VI, en Palazza di Pera, Italia.
McCreery asumió el mando del 8.º Ejército, sucediendo al teniente general Oliver Leese el 1 de octubre de 1944, en plena lucha en la Línea Gótica. La Ofensiva de Primavera que siguió en 1945 culminó en una batalla de 23 días cerca del río Po, concluyendo en una victoria en la que se rindieron casi un millón de soldados alemanes.
Posiblemente se recuerdan menos los logros del 8.º ejército en esta campaña que los conseguidos durante la campaña en África del Norte bajo el mando del mariscal Bernard Law Montgomery, debido al hecho de que la lucha en Italia era contemporánea con la campaña de la Liberación de Francia tras el desembarco de Normandía. Ello comportó que Francia se convirtiese en el foco principal de atención pública del momento, y de modo similar ha atraído más la atención de los historiadores en el período posterior a la guerra.
Doherty comenta lo siguiente respecto de la campaña final del 8.º ejército: 

Sir Richard McCreery había llevado a cabo uno de los funcionamientos más cuidados de un ejército británico en el curso de la guerra. Lo había hecho así por su atención por los detalles, la planificación cuidadosa y por una aptitud estratégica sin rival.

McCreery fue el último comandante en jefe del 8.º ejército británico, que fue reconstituido en 1945, tras la guerra, como Ejército británico en Austria. Había sido también el único soldado del arma de Caballería en mandarlo.

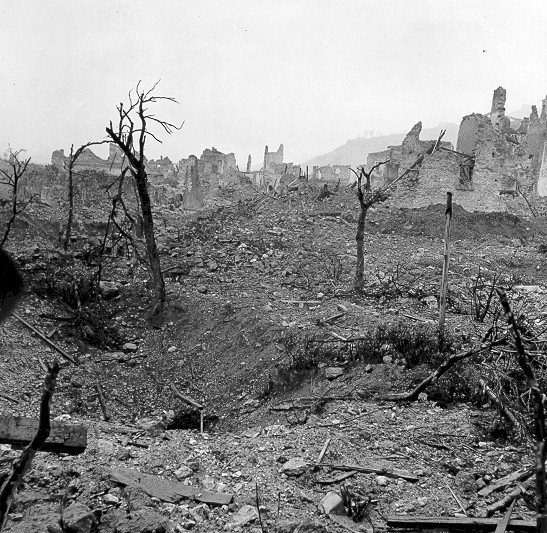
Ruinas en la abadía de Montecassino tras la batalla de Montecassino.

## Posguerra
En las momentos inmediatamente posteriores a la guerra, McCreery fue el general comendante en jefe de las Fuerzas Británicas de Ocupación en Austria y el representante británico en la Comisión Aliada para Austria. Fue así el responsable de controlar aquella parte del país que se hallaba bajo la ocupación británica (Austria, incluyendo Viena, fue repartida entre las cuatro potencias Aliadas, Estados Unidos, Unión Soviética, Francia y Reino Unido, como queda reflejado en la película El tercer hombre). Durante su mando en Austria, su oficina estuvo ubicada junto a una habitación del Palacio de Schönbrunn, justo a las afueras de Viena, habitación denominada Napoleonzimmer, en recuerdo de la ocupación de Viena por Napoleón I. McCreery ocupó este cargo entre julio de 1945 y marzo de 1946.
Desde 1946 hasta 1947, McCreery fue el comandante en jefe del Ejército británico del Rin en Alemania, sucediendo al mariscal Montgomery.
En 1948-49 McCreery fue el representante del Ejército británico en el Comité de Personal Militar en la Organización de las Naciones Unidas. Durante este tiempo McCreery residió con su familia en Long Island, con despacho en una oficina en el piso 61 del Empire State de Nueva York. La previsión de agenda para dicho Comité era por entonces el establecer una fuerza militar de combate independiente para las Naciones Unidas, un objetivo que nunca fue realizado. En 1949 fue ascendido a general.

## Retiro
McCreery se jubiló del Ejército en diciembre de 1949, residiendo el resto de su vida en Stowell Hill en Somerset, una casa construida por su madre y diseñada por un discípulo del arquitecto Edwin Lutyens. Junto con la equitación, la gran pasión de McCreery era la horticultura, y Richard siguió desarrollando el jardín diseñado inicialmente por su madre, Emilia McAdam.
McCreery alcanzó una notoriedad probablemente no deseada a principios de los años 1960 cuando publicó un artículo en la revista del Regimiento que era crítico con el mariscal Montgomery. Consideró a Montgomery como en exceso cauteloso, y ciertamente algunos historiadores han sugerido que Montgomery no logró aprovechar su ventaja tras la batalla de El Alamein en el grado el que podría haber hecho (véase, por ejemplo, Corelli Barnett, en The Desert Generals). El artículo de McCreery levantó una leve polvareda en la prensa nacional, habida cuenta de la general consideración de Montgomery como un héroe nacional.
Después de su retirada del Ejército en 1949 el general McCreery no jugó parte activa en la vida pública; sin embargo, en el momento de la crisis de Suez en 1956 tomó la decisión de escribir una carta personal de protesta dirigida a su compañero de los tiempos de guerra Harold Macmillan, a la sazón ministro del Gobierno de Anthony Eden, carta en la que consideraba la operación como deshonrosa.
El general sir Richard McCreery murió el 18 de octubre de 1967, celebrándose las exequias fúnebres en la Abadía de Westminster.

## Equitación
De un modo apropiado para alguien que durante toda su vida adulta formó parte de un regimiento de caballería, McCreery era un jinete sumamente dotado. Por dos veces ganó la Grand Military Gold Cup en el Hipódromo de Sandown Park (en 1923 y 1928), y representó el Ejército en el polo. En 1924, junto con su hermano menor Selby McCreery, constituyeron la mitad del equipo de polo del Ejército británico que jugó contra los Estados Unidos. Ya en su jubilación, durante los años 1950, Dick McCreery practicó el polo otra vez durante un tiempo, jugando en el Windsor Great Park.
Cazó durante toda su vida en Blackmore Vale Hunt, donde fue maestro en la caza del zorro.
En la ceremonia de coronación de la reina Isabel II en 1953 la carroza era arrastrada por seis caballos grises, uno de los cuales fue denominado como McCreery, recibiendo los demás el nombre de otros cinco otros generales de la Segunda Guerra Mundial, una distinción que en particular debe haber sido apreciada por McCreery en vista de su asociación de toda la vida con el mundo de los caballos.
Los logros ecuestres de McCreery son conmemorados en una carrera anual celebrada en Sandown Park, el Dick McCreery Hunters' Steeple Chase, carrera que se celebra el mismo día que la Grand Military Gold Cup.

## Carácter y aptitudes
El carácter de carácter McCreery era modesto rayando con la timidez. No se sentía cómodo hablando en público, pero como comenta Richard Doherty: no siendo un publicista de sí mismo al modo de Montgomery, McCreery se las compuso sin embargo para ganar la confianza de sus soldados, quienes confiaron en él en la paz y la guerra. Podría decirse que un alto sentido del deber caracterizó su vida y su carrera.
McCreery claramente se hallaba dotado de una alta inteligencia alta, que no fue frenada en su desarrollo por el final prematuro de su educación formal académica. Harold Macmillan, quien más tarde sería primer ministro, caracterizó a McCreery como un hombre clave en sus Diarios de guerra. Tras una reunión en los cuarteles del 8.º ejército en Forlì, en el norte de Italia, en abril de 1945, escribió: [McCreery] siempre me sorprendía como uno de los más capaces de los oficiales militares que he visto aquí.

## Descendencia
McCreery tuvo cuatro hijos y una hija. Su hijo mayor, Michael, fue militante del Partido Comunista de Gran Bretaña a principios de los años 1960, pero abandonó el partido en 1963 para pasar a ser uno de los líderes del grupo marxista-leninista Committee to Defeat Revisionism, for Communist Unity, falleciendo antes que su padre, en 1965. Su segundo hijo, Robert, heredó su pasión por el mundo de la equitación, siendo el jinete campeón en categoría de aficionados en el National Hunt en los años 1950. Su hijo más joven es el psicólogo y escritor Charles McCreery.